# Simulium kerzhneri
Simulium kerzhneri är en tvåvingeart som först beskrevs av Rubtsov 1975.  Simulium kerzhneri ingår i släktet Simulium och familjen knott.
Artens utbredningsområde är Mongoliet. Inga underarter finns listade i Catalogue of Life.